# Festa Major de la Rambla
La Festa Major de la Rambla se celebra al voltant de la festivitat de la Mare de Déu del Roser, que és el 7 d'octubre, a la Rambla de Barcelona. Les dates concretes de celebració de la festa varien d'any en any. Normalment duren tres dies i es fan el cap de setmana anterior a la festivitat, perquè no s'escaiguin amb el pont del Pilar.

## Orígens
La festa major neix al principi de la dècada dels seixanta del segle XX gràcies a l'Associació d'Amics de la Rambla, que va decidir d'organitzar-la per afavorir la promoció del comerç i dels comerciants. Ja en els primers anys de vida, l'entitat començà a organitzar la festa major en honor de la patrona, la Mare de Déu del Roser.
De primer, bàsicament s'hi feia una missa i una ofrena a la Mare de Déu i es lliurava la distinció al Ramblista d'Honor. En concret, a la Rambla, en una façana adjacent al palau de la Virreina, hi ha una estàtua dins una capelleta dedicada a la Mare de Déu del Roser, i aquí és on els floristes fan l'ofrena durant la festa. Al segle XXI aquests actes s'hi mantenen, però la festa major és formada per moltes activitats més, com ara fires i exposicions, cercaviles i àpats populars per als veïns i botiguers.

## Actes destacats
- Pregó i cercavila. Les festes del Roser comencen amb un pregó en algun edifici emblemàtic de la zona (Acadèmia de les Ciències, palau de la Virreina...). En acabat, allà mateix arrenca la cercavila inaugural, que recorre tot el passeig. Hi participen elements de la imatgeria festiva pròpia de la Rambla –els capgrossos de la Florista, la Venedora de la Boqueria, el Venedor de Diaris i l'Ocellaire– i de la Ciutat Vella.[1]
- Missa i ofrena floral a la Mare de Déu del Roser. Els actes més antics de la festa, que encara es mantenen avui, són la missa en honor de la Mare de Déu, a la parròquia de Betlem, i l'ofrena que fan tot seguit els floristes de la Rambla a l'estàtua del Roser, a la façana del Palau de la Virreina.
- Sopar de ramblistes i lliurament del guardó al Ramblista d'Honor. La festa major es clou amb el sopar de ramblistes, durant el qual es lliuren els guardons als Ramblistes d'Honor, que és un reconeixement a aquelles persones i entitats que s'han destacat per l'aportació a favor de la Rambla i que n'han defensat i n'han difós els valors.[1]
- Degustació i exposició de bolets. A principi d'octubre arriben els primers bolets i al pati de les pageses, a tocar del Mercat de la Boqueria, se’n fa una exposició amb degustació inclosa.[1]